# Kingston, Nevada
Kingston är en så kallad census-designated place i Lander County i Nevada. Vid 2010 års folkräkning hade Kingston 113 invånare.